# Paraechinus
Paraechinus är ett släkte i underfamiljen igelkottar (Erinaceidae) med fyra arter.

## Utseende
Som alla igelkottar i underfamiljen Erinaceinae har de taggar på ryggen men på hjässan saknar de taggar. Alla andra kroppsdelar är täckta med päls. Taggar och pälsen varierar i färgen från vit över brun till svart. Helt svarta (melanism) eller helt vita (albinism) individer är ganska vanliga. Dessa djur når en kroppslängd mellan 14 och 27 centimeter och en vikt av maximalt 500 gram. Därtill kommer en upp till fyra centimeter lång svans. Hanar är lite tyngre än honor.

## Taxonomi och utbredning
Till släktet räknas fyra arter.
- ökenigelkott (Paraechinus aethiopicus) lever i norra Afrika (från Marocko och Mauretanien till Somalia) och på den Arabiska halvön.
- P. micropus förekommer i Pakistan och nordvästra Indien.
- P. hypomelas lever i Iran och i Centralasien (kring Aralsjön) samt i separata regioner vid Indus och på Arabiska halvön.
- P. nudiventris finns i ett mindre område i sydvästra Indien.

## Ekologi
Arterna av släktet lever huvudsakligen i torra habitat som öken- och stäppområden, men de finns även i regioner med mer växtlighet, som oaser och kustregioner. Individerna lever ensamma och är aktiva under natten. På dagen vilar de i självgrävda bon och bergssprickor. Under letandet efter föda går de längre sträckor. I kyliga områden av utbredningsområdet faller de ibland i dvala (torpor) men de håller inte vinterdvala. Liksom europeiska arter har de förmåga att rulla ihop sig till ett taggigt klot när de blir attackerade av fiender som rovfåglar och ugglor.
Igelkottar av släktet Paraechinus livnär sig huvudsakligen av kött och äter till exempel insekter, skorpioner, fågelägg, ödlor och ormar. De har påfallande bra förmåga att uthärda ormarnas gift. De tål även några veckor utan dricka eller föda.
Det är inte mycket känt om arternas fortplantning. Det antas att dräktigheten varar i 30 till 40 dagar och att en kull omfattar vanligen ett eller två ungdjur, sällan upp till sju. Ungarna föds blinda och osjälvständiga. Efter tre till fyra veckor öppnar de ögonen för första gången och efter cirka 40 dagar slutar honan att ge di.
Livslängden ligger i naturen vid tre till fyra år och i fångenskap vid upp till tio år.

## Status
Arten Paraechinus nudiventris listades tidigare av IUCN på grund av sitt ringa utbredningsområde som sårbar (vulnerable). Idag betraktas alla fyra arter som livskraftiga (least concern).